# فیرلی دیکینسون
فیرلی دیکینسون (انگلیسی: Fairleigh Dickinson; ۲۲ اوت ۱۸۶۶ – ۲۳ ژوئن ۱۹۴۸) کارآفرین اهل ایالات متحده آمریکا بود، که در سال ۱۸۹۷ شرکت بی‌دی را تأسیس کرد.